# Chaerephon bregullae
Chaerephon bregullae là một loài động vật có vú trong họ Dơi thò đuôi, bộ Dơi. Loài này được Felten mô tả năm 1964.